# Данку Маре (Хунедоара)
Данку Маре (рум. Dâncu Mare) насеље је у Румунији у округу Хунедоара у општини Мартинешти. Oпштина се налази на надморској висини од 299 m.

## Становништво
Према подацима из 2002. године у насељу је живело 253 становника, од којих су сви румунске националности.